# Bretteville (Manche)
Pour les articles homonymes, voir Bretteville.
Ne doit pas être confondu avec Bretteville-sur-Ay.
Bretteville (nommée également Bretteville-en-Saire), est une commune française, située dans le département de la Manche en région Normandie, peuplée de 1 006 habitants.

## Géographie

### Localisation
Son bourg est à 4,5 km à l'est de Tourlaville, à 7 km à l'est de Cherbourg-Octeville et à 12 km à l'ouest de Saint-Pierre-Église.
Les communes limitrophes sont Maupertus-sur-Mer, Digosville et Gonneville-Le Theil.

### Géologie et relief
Le point culminant (156 m) se situe en limite sud-est, près du lieu-dit Bellevue. La commune présente au nord un littoral d'environ 2,5 km. Couvrant 578 hectares, son territoire est le moins étendu du canton de Tourlaville.

### Hydrographie
La commune est située dans le bassin Seine-Normandie. Elle est drainée par le cours d'eau 01 de la commune de Bretteville, le cours d'eau 01 du Hameau Besnard, le cours d'eau 02 du Hameau Besnard et le ruisseau du Pas Vastel,,.

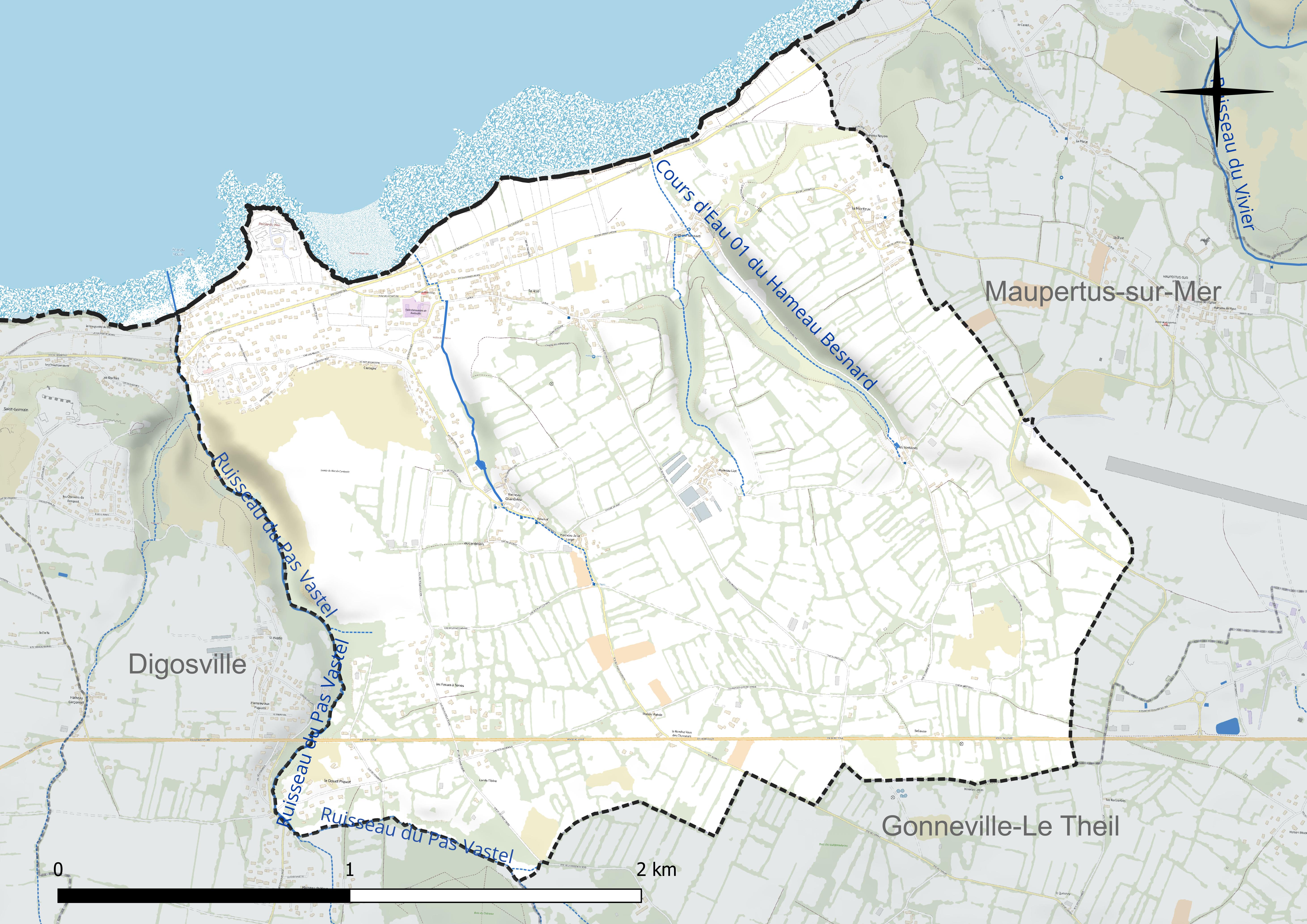
Réseau hydrographique de Bretteville.

### Climat
Pour des articles plus généraux, voir Climat de la Normandie et Climat de la Manche.
En 2010, le climat de la commune est de type climat océanique franc, selon une étude du CNRS s'appuyant sur une série de données couvrant la période 1971-2000. En 2020, Météo-France publie une typologie des climats de la France métropolitaine dans laquelle la commune est exposée à un climat océanique et est dans la région climatique  Normandie (Cotentin, Orne), caractérisée par une pluviométrie relativement élevée (850 mm/a) et un été frais (15,5 °C) et venté. Parallèlement le GIEC normand, un groupe régional d'experts sur le climat, différencie quant à lui, dans une étude de 2020, trois grands types de climats pour la région Normandie, nuancés à une échelle plus fine par les facteurs géographiques locaux. La commune est, selon ce zonage, exposée à un « climat maritime », correspondant au Cotentin et à l'ouest du département de la Manche, frais, humide et pluvieux, où les contrastes pluviométrique et thermique sont parfois très prononcés en quelques kilomètres quand le relief est marqué.
Pour la période 1971-2000, la température annuelle moyenne est de 11 °C, avec une amplitude thermique annuelle de 10,4 °C. Le cumul annuel moyen de précipitations est de 1 051 mm, avec 14,8 jours de précipitations en janvier et 7,4 jours en juillet. Pour la période 1991-2020, la température moyenne annuelle observée sur la station météorologique la plus proche, située sur la commune de Gonneville-Le Theil à 4 km à vol d'oiseau, est de 11,0 °C et le cumul annuel moyen de précipitations est de 940,4 mm,. Pour l'avenir, les paramètres climatiques de la commune estimés pour 2050 selon différents scénarios d'émission de gaz à effet de serre sont consultables sur un site dédié publié par Météo-France en novembre 2022.

### Paysages
Bordant la mer de la Manche, la commune est parcourue du sud vers le nord par de courts fleuves côtiers creusant autant de vallons. Elle est toutefois comprise dans le pays du Val de Saire.
Le territoire de Bretteville est bordé à l'ouest par le ruisseau du Pas Vastel (fleuve côtier) en y sillonnant le « Grand Val ». Deux autres très courts fleuves côtiers parcourent le territoire, dont l'un au creux de la vallée des Chênes.

### Milieux naturels et biodiversité
- Pointe du Heu.
- Anse du Moulin.
- Cale du Pas-Vastel.

## Urbanisme

### Typologie
Au 1er janvier 2024, Bretteville est catégorisée commune rurale à habitat dispersé, selon la nouvelle grille communale de densité à sept niveaux définie par l'Insee en 2022.
Elle est située hors unité urbaine.
Par ailleurs la commune fait partie de l'aire d'attraction de Cherbourg-en-Cotentin, dont elle est une commune de la couronne,. Cette aire, qui regroupe 77 communes, est catégorisée dans les aires de 50 000 à moins de 200 000 habitants,.
La commune, bordée par la Manche, est également une commune littorale au sens de la loi du 3 janvier 1986, dite loi littoral. Des dispositions spécifiques d'urbanisme s'y appliquent dès lors afin de préserver les espaces naturels, les sites, les paysages et l'équilibre écologique du littoral, comme le principe d'inconstructibilité, en dehors des espaces urbanisés, sur la bande littorale des 100 mètres, ou plus si le plan local d'urbanisme le prévoit.

### Occupation des sols

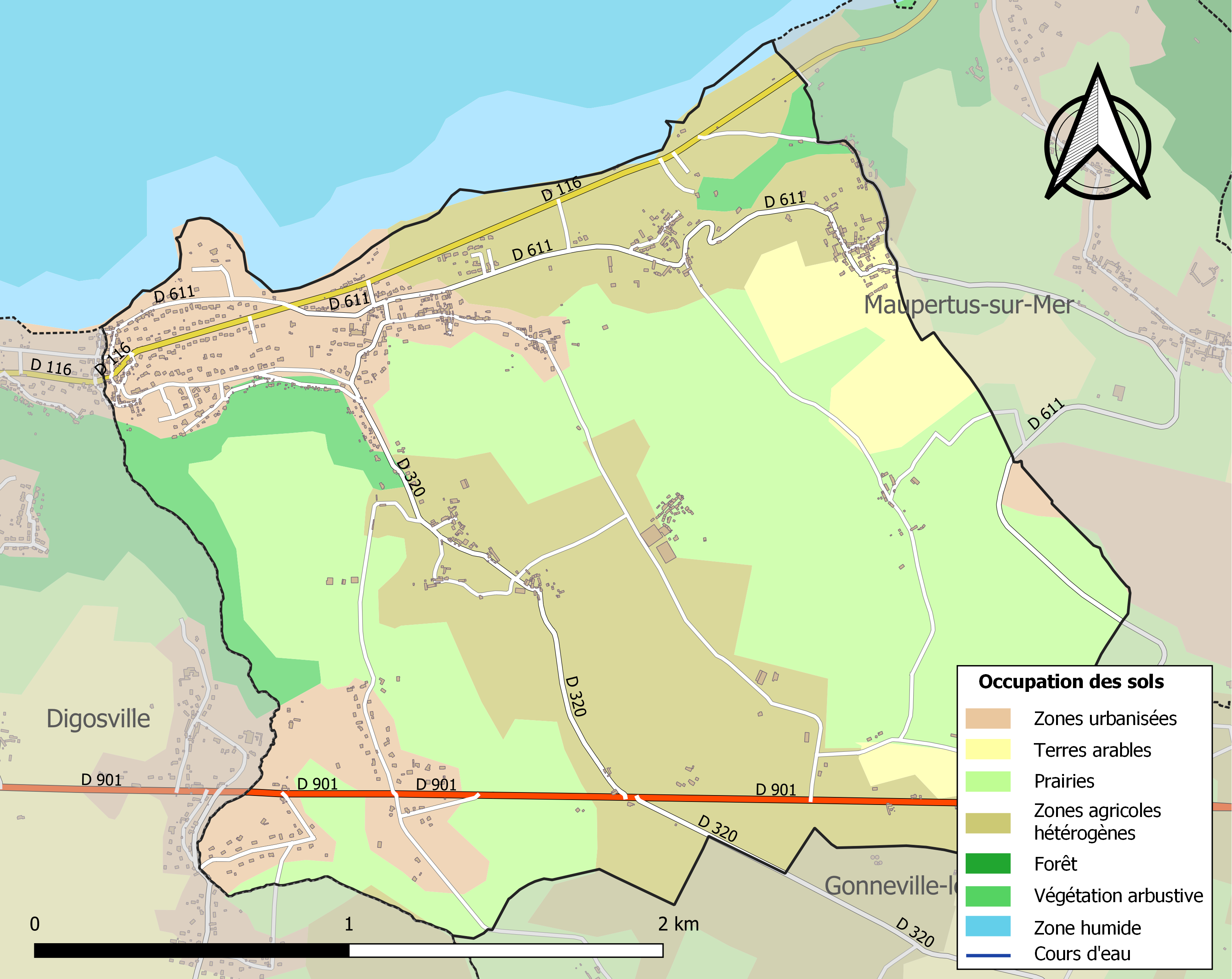
Carte des infrastructures et de l'occupation des sols de la commune en 2018 (CLC).

L'occupation des sols de la commune, telle qu'elle ressort de la base de données européenne d'occupation biophysique des sols Corine Land Cover (CLC), est marquée par l'importance des territoires agricoles (81,2 % en 2018), une proportion identique à celle de 1990 (81,2 %).
La répartition détaillée en 2018 est la suivante : prairies (42,3 %), zones agricoles hétérogènes (33,1 %), zones urbanisées (13,5 %), terres arables (5,8 %), milieux à végétation arbustive et/ou herbacée (4,8 %), zones industrielles ou commerciales et réseaux de communication (0,4 %), zones humides côtières (0,2 %).
L'évolution de l'occupation des sols de la commune et de ses infrastructures peut être observée sur les différentes représentations cartographiques du territoire : la carte de Cassini (XVIIIe siècle), la carte d'état-major (1820-1866) et les cartes ou photos aériennes de l'IGN pour la période actuelle (1950 à aujourd'hui).

## Toponymie
Le nom de la localité est attesté sous la forme Bretevilla vers 1200.
Comme tous les Bretteville, ce toponyme normand est formé de l'ancien français brette qui signifie « breton », mais dans un sens précédant le Moyen Âge, c'est-à-dire originaire de l'actuelle Grande-Bretagne. Ville correspond au latin villa, « domaine rural ».
Le conseil municipal a demandé le changement de nom de Bretteville en Bretteville-en-Saire le 19 décembre 1995, mais ce changement n'a pas été accepté par le Conseil d'État.

## Histoire

### Protohistoire
Sur le territoire communal on a découvert de nombreuses haches de bronze.

### Temps modernes
En 1567, Jehan de Bricqueville, sieur de Bretteville, est taxé pour ce fief de 60 solz dans le rôle des nobles et roturiers, au titre du ban et de l'arrière ban de la vicomté de Coutances, réalisé par Gilles Dancel, seigneur d'Audouville, lieutenant général du bailli de Cotentin, tenu à Coutances les 20-22 octobre. Le fief de Bretteville qui valait un quart de fief de haubert et était tenu du roi sous la vicomté de Valognes, avait des extensions à Digosville, Sainte-Croix-Hague, Maupertus et Gonneville.

## Politique et administration
| Période                                  | Période   | Identité           | Étiquette | Qualité                    |
| ---------------------------------------- | --------- | ------------------ | --------- | -------------------------- |
| 1995                                     | mars 2001 | Auguste Onfroy     |           |                            |
| mars 2001                                | mars 2008 | Dominique Tirateau | SE        | Technicien Areva           |
| mars 2008                                | mars 2014 | Daniel Roupsard    | SE        | Retraité (agroalimentaire) |
| mars 2014                                | En cours  | Pierre Philippart  | SE        | Retraité (agroalimentaire) |
| Les données manquantes sont à compléter. |           |                    |           |                            |

Le conseil municipal est composé de quinze membres dont le maire et quatre adjoints.

## Population et société
Les habitants de la commune sont appelés les Brettevillais.

## Démographie
L'évolution du nombre d'habitants est connue à travers les recensements de la population effectués dans la commune depuis 1793. Pour les communes de moins de 10 000 habitants, une enquête de recensement portant sur toute la population est réalisée tous les cinq ans, les populations de référence des années intermédiaires étant quant à elles estimées par interpolation ou extrapolation. Pour la commune, le premier recensement exhaustif entrant dans le cadre du nouveau dispositif a été réalisé en 2004.
En 2022, la commune comptait 1 006 habitants, en évolution de −7,88 % par rapport à 2016 (Manche : −0,31 %, France hors Mayotte : +2,11 %).
| 1793 | 1800 | 1806 | 1821 | 1831 | 1836 | 1841 | 1846 | 1851 |
| ---- | ---- | ---- | ---- | ---- | ---- | ---- | ---- | ---- |
| 660  | 623  | 671  | 686  | 683  | 650  | 603  | 589  | 594  |

| 1856 | 1861 | 1866 | 1872 | 1876 | 1881 | 1886 | 1891 | 1896 |
| ---- | ---- | ---- | ---- | ---- | ---- | ---- | ---- | ---- |
| 589  | 603  | 579  | 545  | 522  | 504  | 462  | 456  | 473  |

| 1901 | 1906 | 1911 | 1921 | 1926 | 1931 | 1936 | 1946 | 1954 |
| ---- | ---- | ---- | ---- | ---- | ---- | ---- | ---- | ---- |
| 446  | 482  | 515  | 427  | 432  | 442  | 429  | 534  | 478  |

| 1962 | 1968 | 1975 | 1982 | 1990  | 1999  | 2004  | 2006  | 2009  |
| ---- | ---- | ---- | ---- | ----- | ----- | ----- | ----- | ----- |
| 456  | 455  | 542  | 680  | 1 008 | 1 075 | 1 041 | 1 018 | 1 055 |

| 2014  | 2019  | 2022  | - | - | - | - | - | - |
| ----- | ----- | ----- | - | - | - | - | - | - |
| 1 083 | 1 037 | 1 006 | - | - | - | - | - | - |

### Sports et loisirs
Le Football Club de Bretteville-en-Saire fait évoluer deux équipes de football en divisions de district.

### Cultes
L'église est aujourd'hui rattachée à la nouvelle paroisse Saint-Gabriel du doyenné de Cherbourg-Hague.

## Culture locale et patrimoine

### Lieux et monuments
On trouve des vestiges préhistoriques sur la commune avec des mégalithes, notamment l'allée couverte de la Forge, classée monument historique en 1862 et la station de l'âge de pierre de la pointe du Heu, reconnue dès 1879 par Henri Menut.
L'église Saint-Germain, placée sous le patronage de Germain le Scot, au centre du bourg, est des XVe – XIXe siècles. Elle est couronnée d'un clocher coiffé d'une toiture en schiste à quatre pans. Le chœur est du XVe, la nef du XIXe. Elle abrite une statue de saint Hubert XVIe, ainsi que des fonts baptismaux dont la cuve est du XVIIIe siècle et le pied qui a été refait au XIXe en pierre calcaire de Caen. Le couvercle peint avec pot à feu en couronnement date de la fin du XIXe siècle.

#### Autres monuments
- Croix de cimetière du XVIIe siècle, et dalle funéraire de Guillaume de Bricqueville (1690-1775)[36].
- Moulins à grains et à huile.
- Oratoire et lavoir à La Forge.
- Fort côtier du Second Empire (1869), utilisé actuellement comme terrain de camping-caravaning[41].

Pour mémoire
- Château disparu de Bretteville, siège d'une seigneurie, possession par la famille Picot. Au XIVe siècle Cécile Picot épousa à Jean de Bricqueville d'une branche de la famille de Bricqueville[36].

### Personnalités liées à la commune
Bretteville est le berceau de la famille de Bricqueville qui s'est illustrée, au cours des siècles, dans le métier des armes.
- Guillaume de Bricqueville (Bretteville, 1569 - 1612), marin et gentilhomme ordinaire de la maison du Roi.
- Antoine de Bricqueville (Bretteville, 1635 - 1674), capitaine de frégate et corsaire, mort à l'attaque d'une frégate hollandaise[36].
- Bon Chrétien de Bricqueville (Bretteville, 1726 - 1803), officier de marine.
- Armand de Bricqueville (Bretteville, 1785 - 1844), colonel de l'armée napoléonienne, homme politique, député de la Manche de 1827 à 1844[36].
- Auguste Jules Papelard (Charly-sur-Marne, 1882 - Bretteville, 1965) commandant de la marine, chevalier et officier de la Légion d'honneur.
- Raymond Jupille (Bretteville, 1913 - 1997)[36], artiste peintre.